# 80-ті до н. е.

## Події

### Римська республіка
До 88 року до н. е. тривала Союзницька війна між римлянами та італіками, яким сенат не хотів надати громадянство Риму. Попри перемогу центрального уряду, сенат задовільнив вимоги італіків, надавши їм рівні з римлянами права.
Протистояння між військовими лідерами Гаєм Марієм та Луцієм Суллою призвело до бойових зіткнень. 87 року до н. е. Сулла з 6 легіонами взяв штурмом Рим, а 86 року Сінна й Марій вигнали його звідти. Після смерті Гая Марія 86 року до н. е. продовжувалися сутички між прихильниками Марія та Сулли, які призвели до Громадянської війни Сулли 83-82 до н. е.. Після перемоги Сулла став диктатором Риму.

### Китай
При владі знаходилася династія Хань.

### Інше
- Понтійське царство: правління царя Мітрідата VI;

## Діяльність
- Юлій Цезар проводив своє дитинство в домі батька, який втім скоро помер. Цезар одружився з донькою Луція Цинни та був призначений за протекцією фламіном Юпітера. Проте з перемогою Сулли Цезаря переслідували та йому довелося переховуватися.

## Народились
- 83 до н. е. — Марк Антоній, римський полководець і політик

## Померли
- 88 до н. е. — Мітрідат II, цар Парфії
- 86 до н. е. — Гай Марій, римський полководець і політик